# Monastère de Zamca
Le monastère arménien Saint-Auxence de Suceava (en roumain : mănăstirea Zamca ou Sfântul Auxentie ; en arménien : Զամկա վանական համալիր), aussi appelé monastère de Zamca, est un monastère apostolique arménien fondé au début du XVe siècle à Suceava, dans le nord de la Roumanie.
Il est l'un des deux monastères arméniens des environs la ville moldave de Suceava, ville historiquement avec une grande population arménienne. C'est aujourd'hui uns des principaux sites touristiques de la Bucovine. 
Il est aussi le siège d'un archevêché arménien qui embrasse tout le nord de la Roumanie, la Moldavie et de petites parties de l'Ukraine et de la Pologne.
Le site possède une histoire où alternent et se mélangent celle religieuse et militaire. Construit au début du XVe siècle, il connaît des phases où se suivent des destructions (1551 par les Turcs), des occupations (par les Polonais à la fin du XVIIe siècle et par les Autrichiens au début du XIXe siècle) et des reconstructions (autour de 1600, puis fortifications à la fin du XVIIe siècle).
Malgré ces vicissitudes de l'histoire, Zamca est un site majeur de l'histoire religieuse des Arméniens de Roumanie à la fois lieu de pèlerinage et centre culturel important où ont été produits par des moines copistes les principaux manuscrits enluminés de cette communauté.

## Histoire

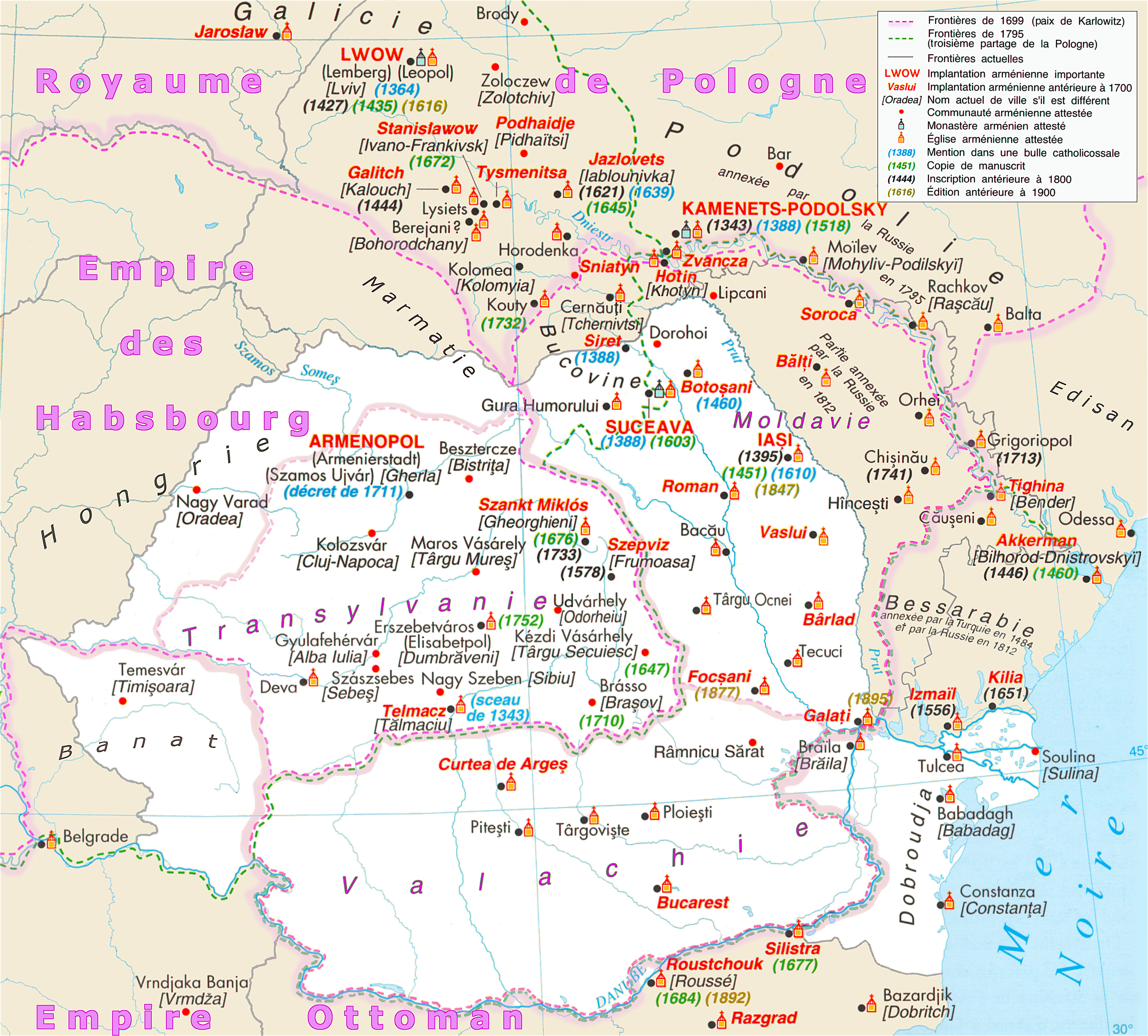
Carte des principales implantations arméniennes en Roumanie d'après Claude Mutafian. Suceava est au centre-nord de la carte.

Zamca est un des deux monastères arméniens de la ville roumaine de Suceava et de ses environs avec celui de Sainte-Marie de Hadjgadar située sur la commune voisine de Moara,. Ces deux établissements monastiques s'inscrivent aussi dans le vaste réseau d'édifices religieux et arméniens de la cité moldave avec les églises Sainte-Croix, Saint-Siméon, etc. (ainsi que d'autres disparues).
Ce monastère possède lui-même au sein de ses murs trois églises différentes : l'abbatiale Saint-Auxence, la chapelle Sainte-Marie et la chapelle Saint-Grégoire-l'Illuminateur. L'établissement est également le siège d'un archevêché arménien qui s'étend sur la grande Moldavie, la Bucovine et une partie des Carpates'.
Il est aujourd'hui un site incontournable de l'histoire des Arméniens de Roumanie et est un site touristique majeur pour cette région au nord des Carpates, comprenant à la fois la Bucovine et la Moldavie roumaine.

### Phases de constructions

#### Fondation (début duXVesiècle)

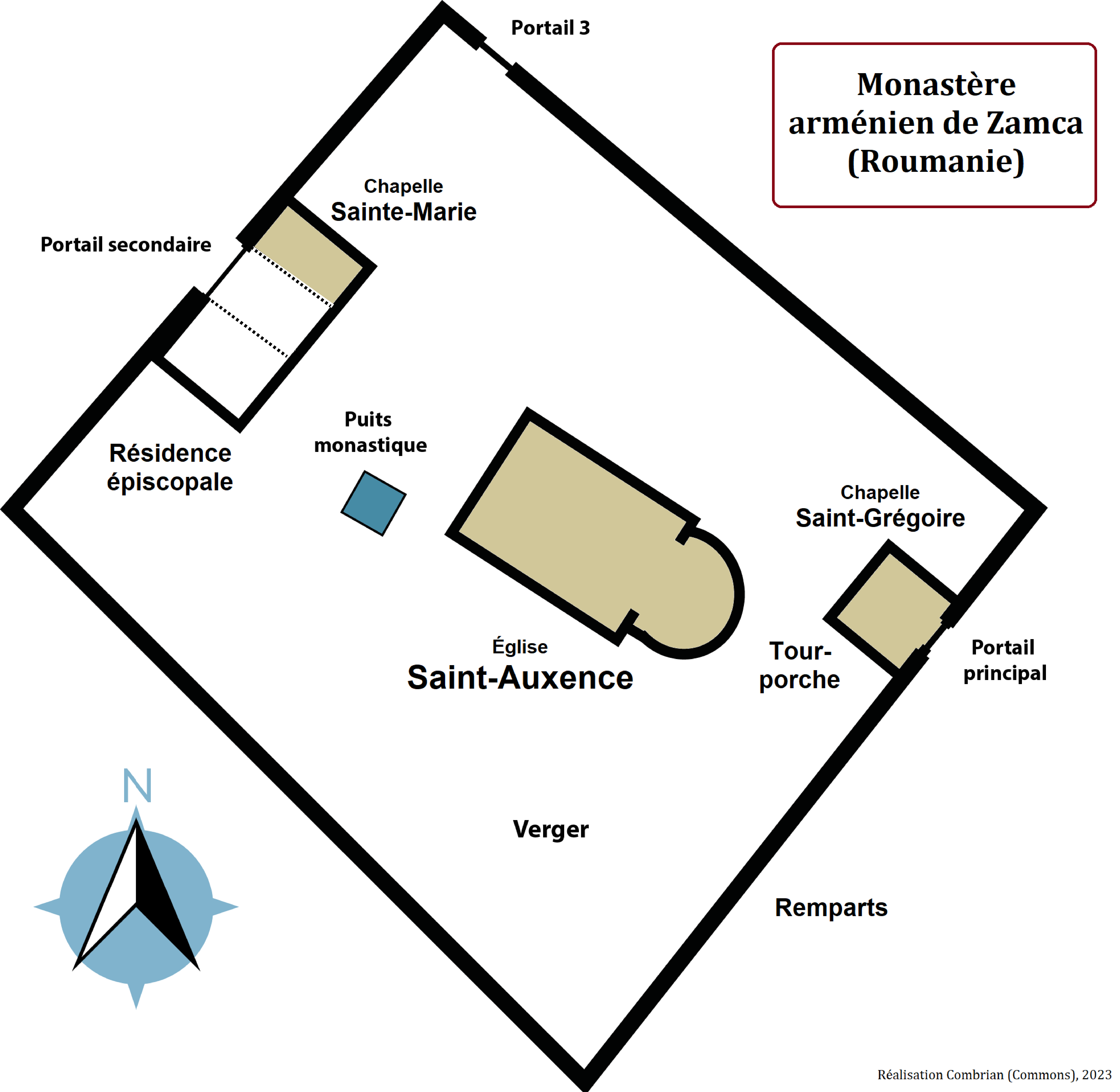
Plan du monastère de Zamca (état actuel).

Le site monastique de Zamca s'implante à proximité d'une ancienne forteresse abandonnée dans la seconde moitié du XIVe siècle et découverte à l'occasion de fouilles archéologiques à la fin des années 1950,.
Le monastère est construit au début du XVe siècle, sous le règne du voïvode de Moldavie Alexandre Ier. Ce dernier autorise le 30 avril 1401 l'installation d'un évêque arménien du nom d'Ohanes dans la ville de Suceava,. En 1407, le même voïvode accorde des franchises et avantages commerciaux aux arméniens de la ville. Jusqu'à la fin du XVIIe siècle les arméniens de Suceava seront, en effet, affranchis de tout impôt.
L'ensemble contient le monastère avec sa communauté de moines mais également un groupe épiscopal car il est construit pour être le siège de l'évêque des Arméniens de Moldavie et de Bucovine en 1401. Le monastère est par ailleurs totalement fortifié avec des remparts contemporains de la construction d'origine.
Au centre du complexe se trouve l'église abbatiale Saint-Auxence (« Oksend » en arménien). Cette église principale est construite à partir de 1401.

#### Destruction (1551) et reconstruction de Saint-Auxence (années 1600)

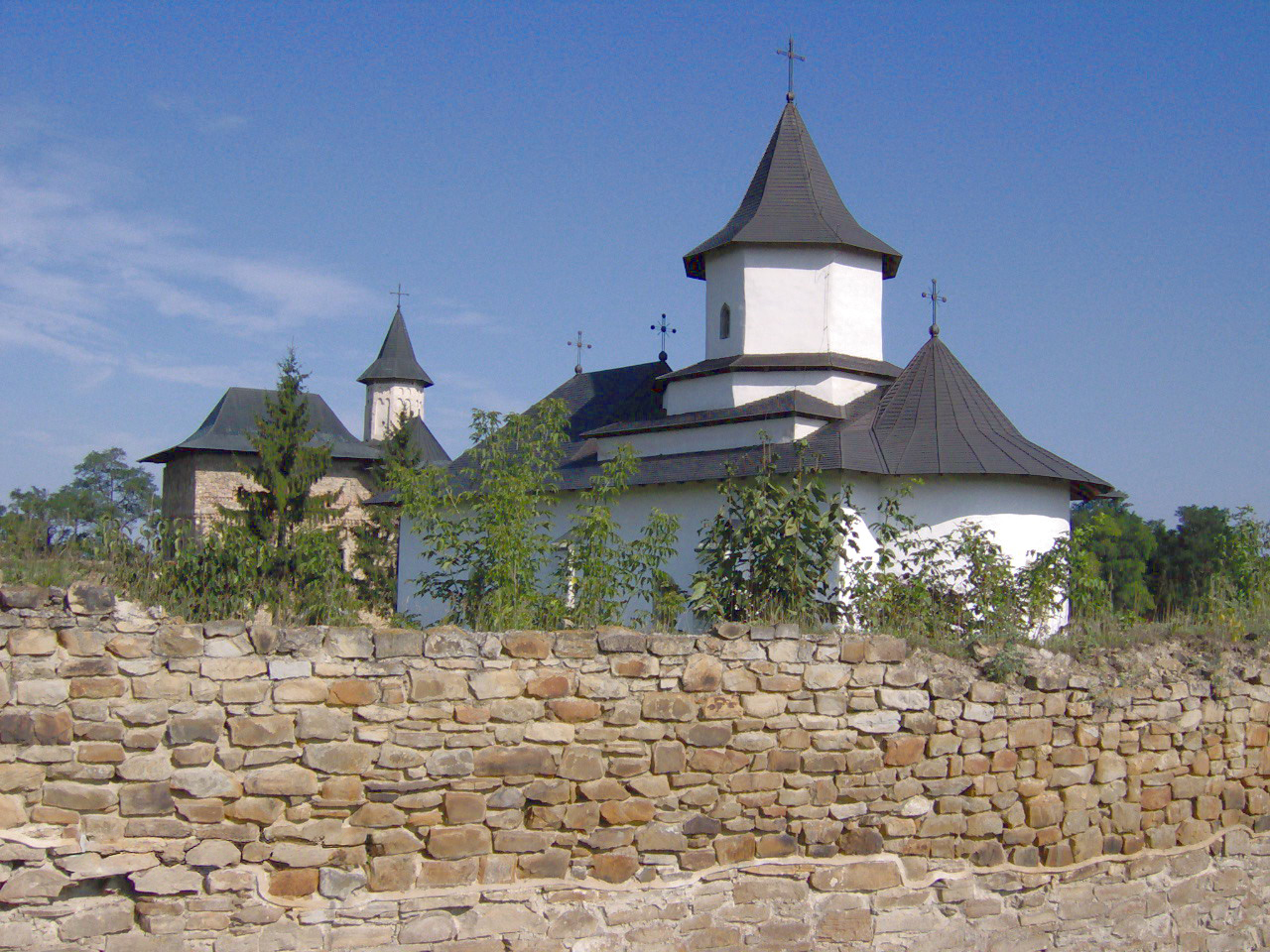
Abbatiale Saint-Auxence.

En 1551, les Ottomans envahissent les principautés de Moldavie et de Transylvanie et ravagent la ville de Suceava. De nombreux édifices sont détruits y compris les églises arméniennes. Le monastère de Zamca n'est pas épargné et son église abbatiale doit être reconstruite.
C'est donc à la suite de cet événement qu'une seconde phase de construction a lieu entre 1551 et 1612 et touche tant les fortifications que les bâtiments religieux. C'est à cette occasion qu'est en partie reconstruite en 1606 l'église abbatiale Saint-Auxence. La tombe du commanditaire de la reconstruction, Vardan Hagopshian, est présente dans la nef de l'abbatiale où une mention épigraphique stipule : « C'est la tombe du fils d'Amir Hagopshian. Il est considéré comme le fondateur de la sainte église. Il mourut en 1051 (calendrier arménien). [1602 du calendrier grégorien.] ».

#### Des bâtiments supplémentaires (début duXVIIesiècle)

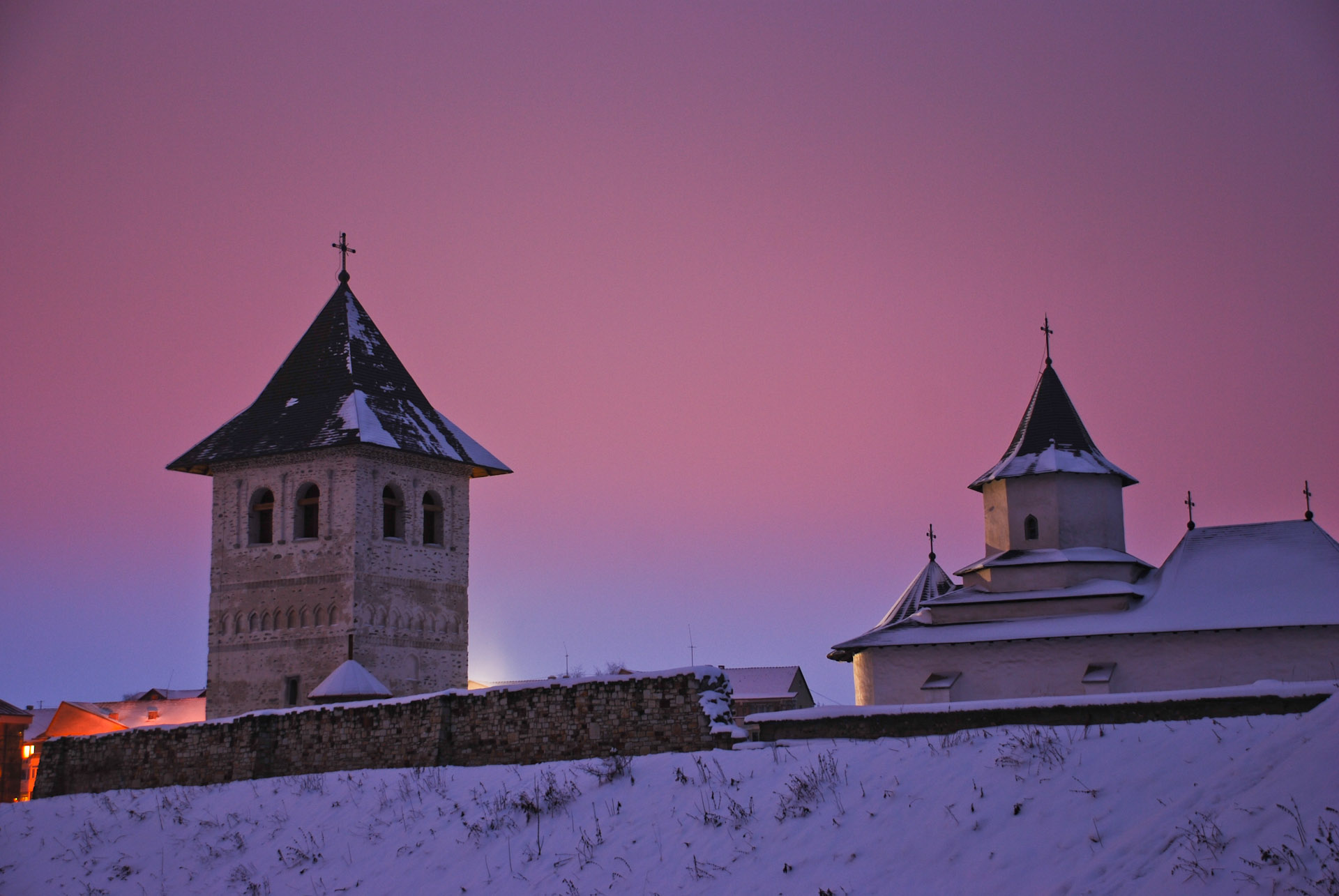
Chapelle-haute Saint-Grégoire-l'Illuminateur (à gauche) et nouvelle tour-de-croisée de l'abbatiale Saint-Auxence (à droite).

C'est à cette même période de reconstruction de l'abbatiale, vers 1609, que d'autres structures sont ajoutées au monastère. Une description des bâtiments en est donnée par l'auteur arménien de Galicie Siméon Lehatsi vers 1608.
C'est le cas du clocher de l'église (tour de croisée), un nouveau portail pour cette dernière mais aussi une nouvelle résidence épiscopale, située au-dessus du portail secondaire, au nord du monastère. Cette résidence est dès lors accompagnée de cellules et d'une chapelle-haute dédiée à la Vierge Marie. La tour-porche à l'est, faisant aussi office de clocher, est en partie reconstruite pour y aménager un troisième sanctuaire, également une chapelle-haute, au vocable de Saint-Grégoire-l'Illuminateur, l'évangélisateur de l'Arménie.
De cette phase de travaux sont aussi issues des céramiques ornementales, trouvées en fouilles archéologiques, qui servaient à décorer la façade occidentale de l'église mais aussi la chapelle-haute Sainte-Marie. Parmi elles, se trouvent des carreaux qui sont décorés de représentations humaines. L'archéologue roumaine Paraschiva-Victoria Batariuc souligne par exemple l'existence de carreaux où figure une jeune fille vêtue d'une robe à grand col rectangulaire, d'une jupe brodée et coiffée d'une toque à plumes.
L'intérieur de l'église est décoré de peintures murales aux XVIIe et XVIIIe siècles. L'ensemble de ces bâtiments existent toujours de nos jours.

### Occupations militaires

#### Place forte polonaise

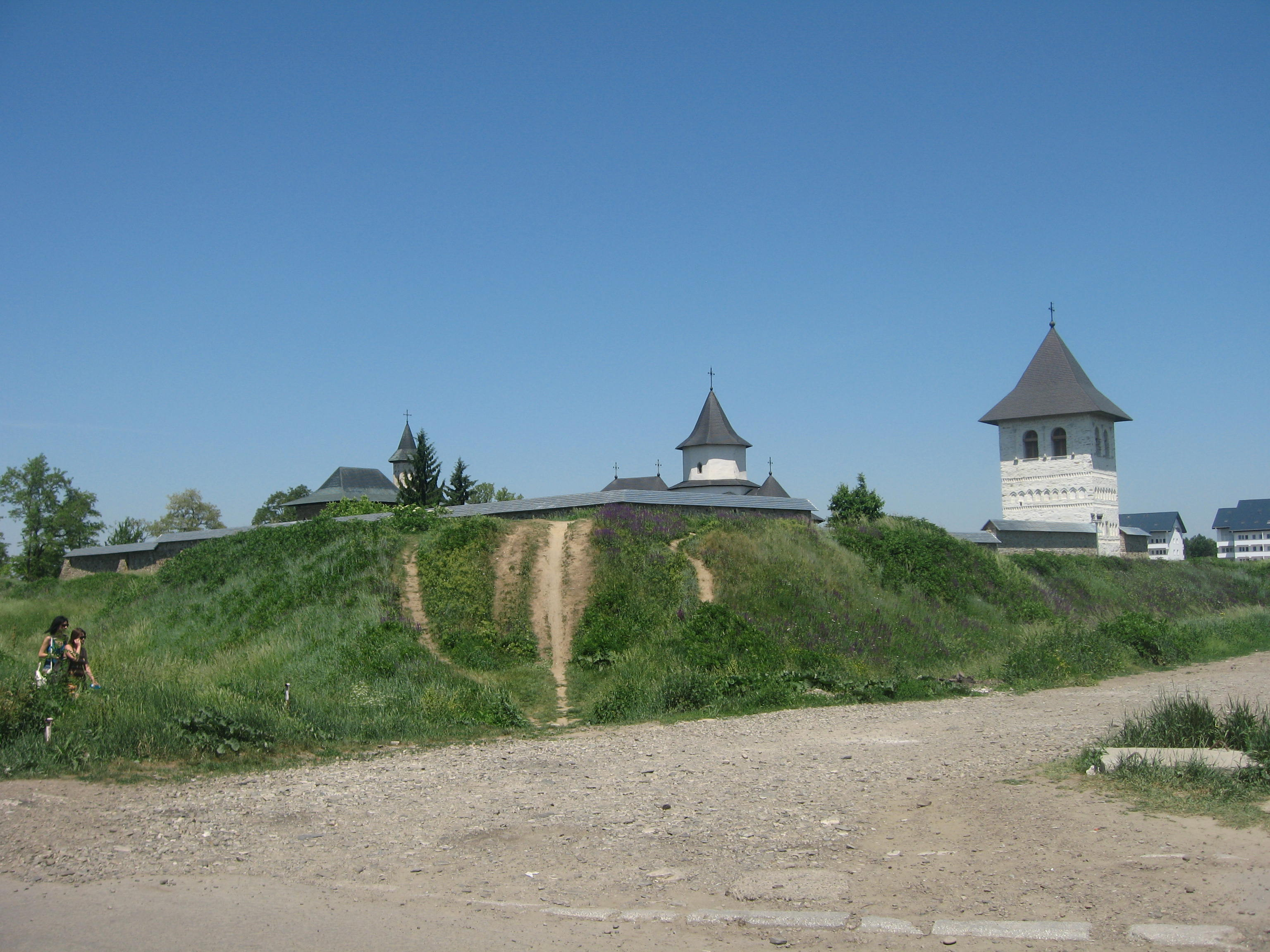
Vestige sous forme de talus d'une des tours bastionnées en terre de la fin du XVIIe siècle qui était située à l'extérieur des murs du monastère.

Lorsque le polonais Jacques Louis Sobieski tente de monter sur le trône de Moldavie, le monastère est sa base d'opérations. En 1690, il devient le quartier général de l'armée polonaise pour toutes leurs opérations en Moldavie liées à la participation de la Pologne à la guerre de la Sainte-Ligue contre l'Empire ottoman.
Séjournant au monastère pendant plusieurs années, les Polonais construisent un vaste réseau de fortifications bastionnées qui sont bien conservées et qui s'ajoutent aux remparts d'origine. Parmi les modifications qu'ils apportent, ils ajoutent un deuxième niveau de fortifications à l'extérieur. Il se présente sous la forme de murs épais construits en terre, ce qui réduit la puissance des boulets à l'impact. Ces murs de terre existent toujours.
L'ajout majeur est celui de quatre grandes tours bastionnées (forme triangulaire) aux extrémités du monastère. Le plan originel de ce dernier dessine un carré auquel est ajouté des nouveaux murs et des bastions aux quatre angles qui permettent de faire de Zamca une forteresse bastionnée moderne.
Le nom populaire du monastère, « Zamca », vient probablement de cette période ; il est selon toute vraisemblance dérivé de « zamek », le mot polonais pour « château », « place forte ».

#### Occupation autrichienne

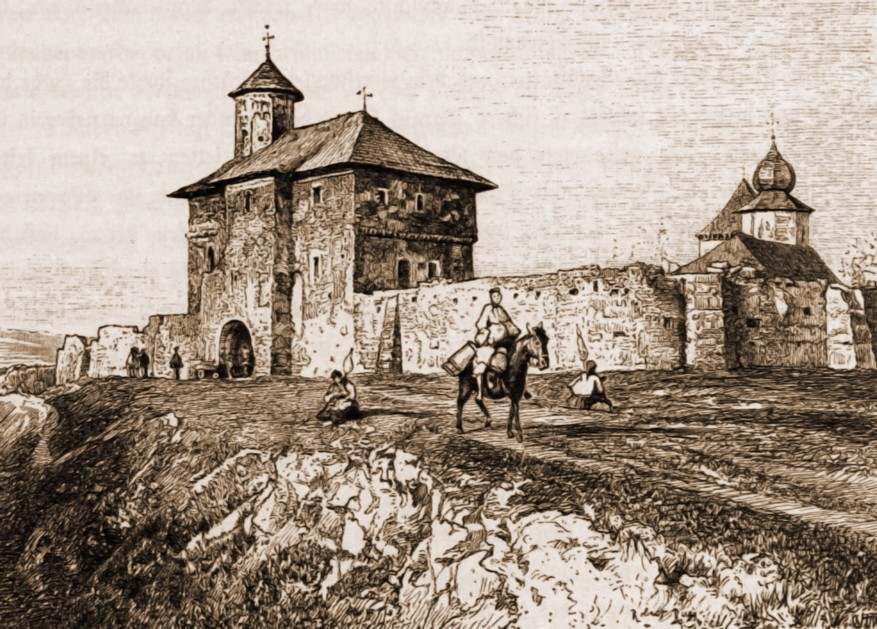
Le monastère de Zamca (fin du XIXe siècle ou tout début du XXe siècle), dessin de Rudolf Bernt (1844-1914). La ville de Suceava comme tout le reste de la Bucovine fait partie de l'empire d'Autriche-Hongrie jusqu'en 1918.

Comme le souligne l'arménologue Frédéric Macler, le gouvernement de l'empire d'Autriche, dont la Bucovine fait partie, saisit en 1809 le monastère pour en faire un dépôt d'armes et de munitions. Après les guerres napoléoniennes, les Autrichiens refusent de rendre le monastère à la communauté arménienne et s'ensuit un procès long de vingt ans. Les arméniens de Suceava gagnent le procès en 1829 et les moines peuvent alors faire leur retour dans le monastère.

## Architecture

### L'abbatiale Saint-Auxence auXVesiècle
L'abbatiale est l'église principale du monastère. Frédéric Macler la décrit comme étant de « style arméno-byzantin ». Son plan est basilical : il comprend une nef rectangulaire à l'ouest, un transept non débordant (= pas de croisillons) au centre et sur lequel repose une tour-lanterne postérieure, et enfin à l'Est un chevet semi-circulaire où se situe le chœur, la partie la plus importante de l'église où se situe l'autel. Les murs tant extérieurs que intérieurs sont recouverts d'un enduit à la chaux.

### Constructions duXVIIesiècle

#### La tour de croisée de Saint-Auxence
La nouvelle tour de croisée de l'église Saint-Auxence (au-dessus de la croisée du transept de l'abbatiale) est de plan octogonal, forme fréquente dans tous les pays de l'Europe de l'Est.

#### Résidence de l'évêque / chapelle-haute Sainte-Marie

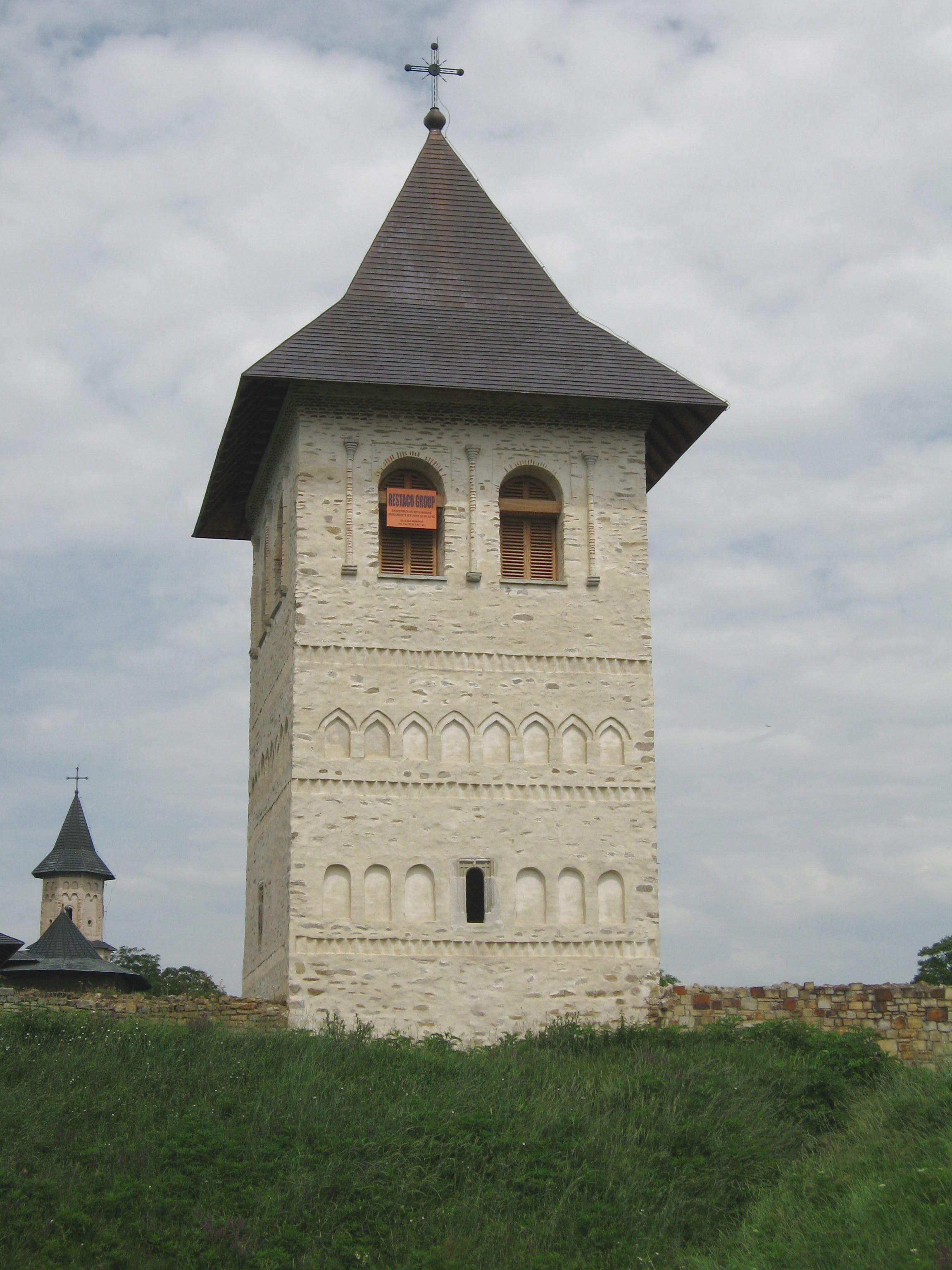
Chapelle-haute Saint-Grégoire avec ses grands niveaux d'élévation (de bas en haut) : Niveau 1 : arcades aveugles en plein cintre, niveau 2 : arcades aveugles en arc brisé, niveau 3 : niveau ajouré avec deux baies en plein cintre par faces et des colonnes intermédiaires.

La résidence de l'évêque est un complexe qui allie la partie résidentiel de l'évêque, de nouvelles cellules mais aussi une chapelle-haute dédiée à la Vierge Marie. Le bâtiment est de plan rectangulaire et communique avec l'extérieur du monastère par son premier niveau d'élévation, là où se situe un des portails principaux du monastère. Le niveau supérieur comprend quelques cellules pour les moines, les appartements de l'évêque qui prennent la forme d'une vaste pièce rectangulaire et enfin la chapelle Sainte-Marie. Contrairement aux deux espaces précédents, elle reprend la forme traditionnelle d'une chapelle et se compose d'une petite nef rectangulaire et d'une abside semi-circulaire intégrée dans l'épaisseur du mur, de sorte que le plan général du bâtiment ne change pas. Une baie axiale, en plein cintre, est percée dans ce mur. Les parements intérieurs ont conservés certaines peintures du XVIIe siècle et notamment une scène de l'Annonciation.

#### La chapelle-haute Saint-Grégoire-l'Illuminateur / tour-porche
La chapelle-haute (chapelle située à l'étage d'un bâtiment) reprend le plan carré de la tour-porche sur laquelle elle est construite. Les murs de la partie inférieure (premier niveau d'élévation) est composée de deux séries d'arcades aveugles superposées. Celle inférieure est composée d'arcs en plein-cintre tandis que la seconde d'arcs brisés. Chaque niveau de l'élévation est souligné par des frises à motifs de « dents d'engrenages ». Ce décor est constitué de briques insérées de travers dans le parement afin que les rebords de la brique ressortent du mur pour former une pointe. Le niveau de la chapelle est ajouré avec deux baies en plein cintre de chaque côté. Chaque ouverture sont séparées par des colonnettes et chapiteaux réalisés en brique.

## Vie religieuse et productions monastiques
Tout en étant un monastère de l'église apostolique arménienne, Zamca possède des particularités et spécificités qui lui sont propres. Certaines liturgies ne se retrouvent que chez les arméniens de Roumanie, et inversement, les manuscrits produits par les moines copieurs de Zamca sont des références de l'enluminure arménienne et sont aujourd'hui conservés dans les grands collections d'arménologie (musée arménien de San Lazarro à Venise, Matenadaran d'Erevan, Musée d'Histoire de l'art de Vienne, etc.).

### Liturgie spécifique
Une tradition liturgique, encore vivante de nos jours, veut que les arméniens de Suceava passent la nuit du dimanche au lundi à prier lors d'un « service du repos des âmes ».

### Scriptorium
Le monastère de Zamca, par son scriptorium, a aussi produit de très nombreux manuscrits enluminés, et notamment des colophons, avec des moines renommés pour ce travail comme Ghazat Baderdatsi (début du XVIIe siècle), une des références des manuscrits arméniens de Roumanie, ou encore l'évêque Hazar de Zamca qui finit sa vie à Caffa, en Crimée.